# بشیک‌تپه (گوینوجک)
بشیک‌تپه (به ترکی استانبولی: Beşiktepe) یک منطقهٔ مسکونی در ترکیه است که در گوینوجک واقع شده‌است.